# Малка алпийска владиславия
Малка алпийска владиславия (Chilostoma sztolcmani) е вид високопланински охлюв от семейство Хелициди (Helicidae).

## Разпространение и местообитание
Видът е ендемичен за България и е един от най-високопланинските в страната. Обитава Пирин в район около връх Вихрен на площ от едва 20 km2. Наблюдава се на надморска височина от 2000 до 2700 метра. Малката алпийска владиславия е типичен скален вид свързан с варовикови райони. Обикновено се открива по голи скали, в пукнатини или в подножието на скалите.

## Природозащитен статус
В Червената книга на България е вписан като уязвим вид, а в Международната червена книга е вписан като почти застрашен вид. Ограничения ареал обаче е причина видът по-често да бъде квалифициран като уязвим. По отношение на видовете от подрод Wladislawia обитаващи Пирин, както и настоящия вид в България не е правено целенасочено мониторингово проучване.

## Описание
Видът е сходен с Голямата алпийска владиславия (Chilostoma polinskii), която е и типов за подрода вид. Черупката е притиснато-конична и със слабо изразена лъскава повърхност. На цвят е белезникава. Притежава 4,5 – 5 умерено изпъкнали извивки, като последната извивка завършва рязко.